# Sơn mài

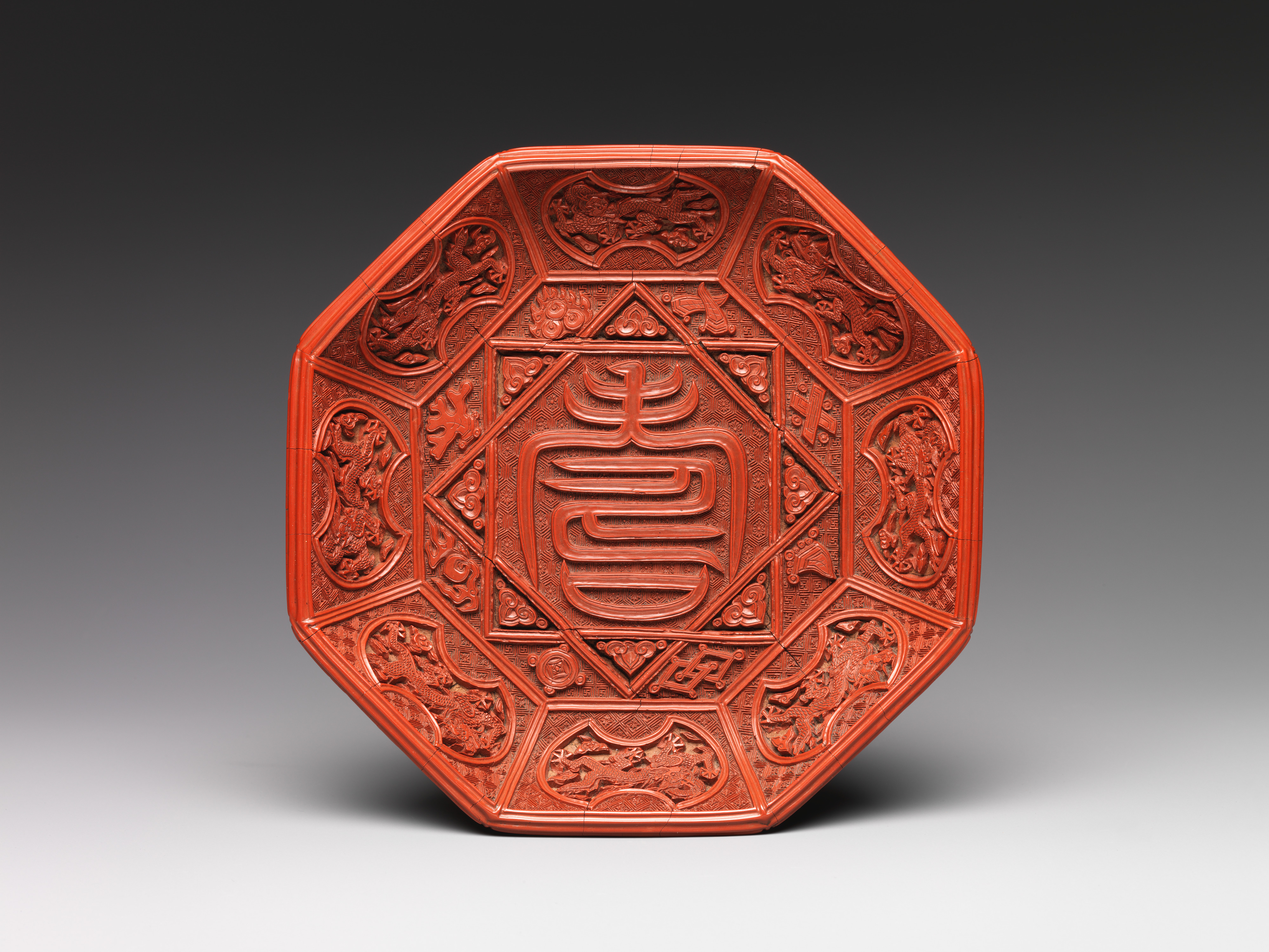
Đĩa sơn mài khắc chữ "Thọ", Trung Quốc

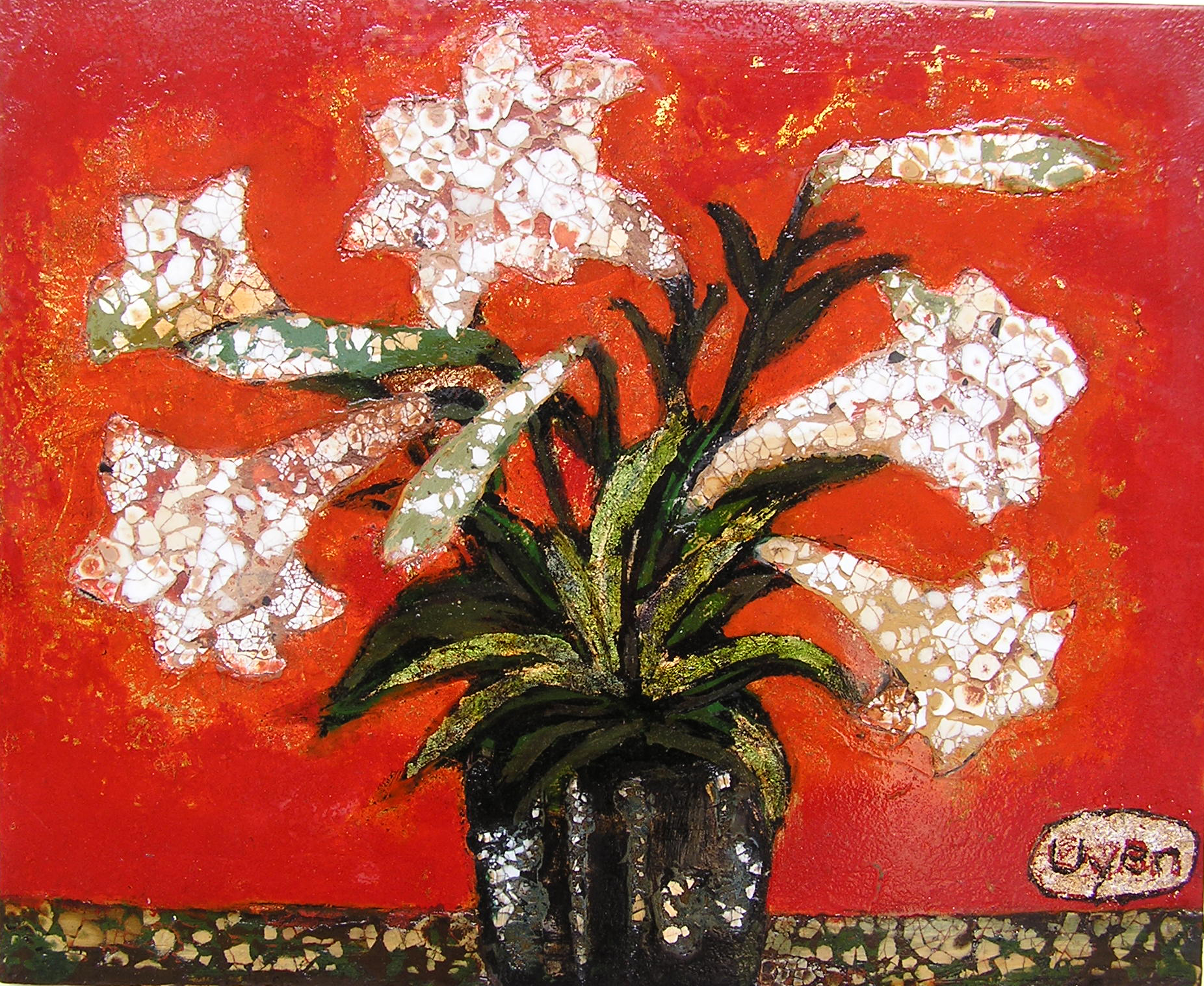
Hoa loa kèn

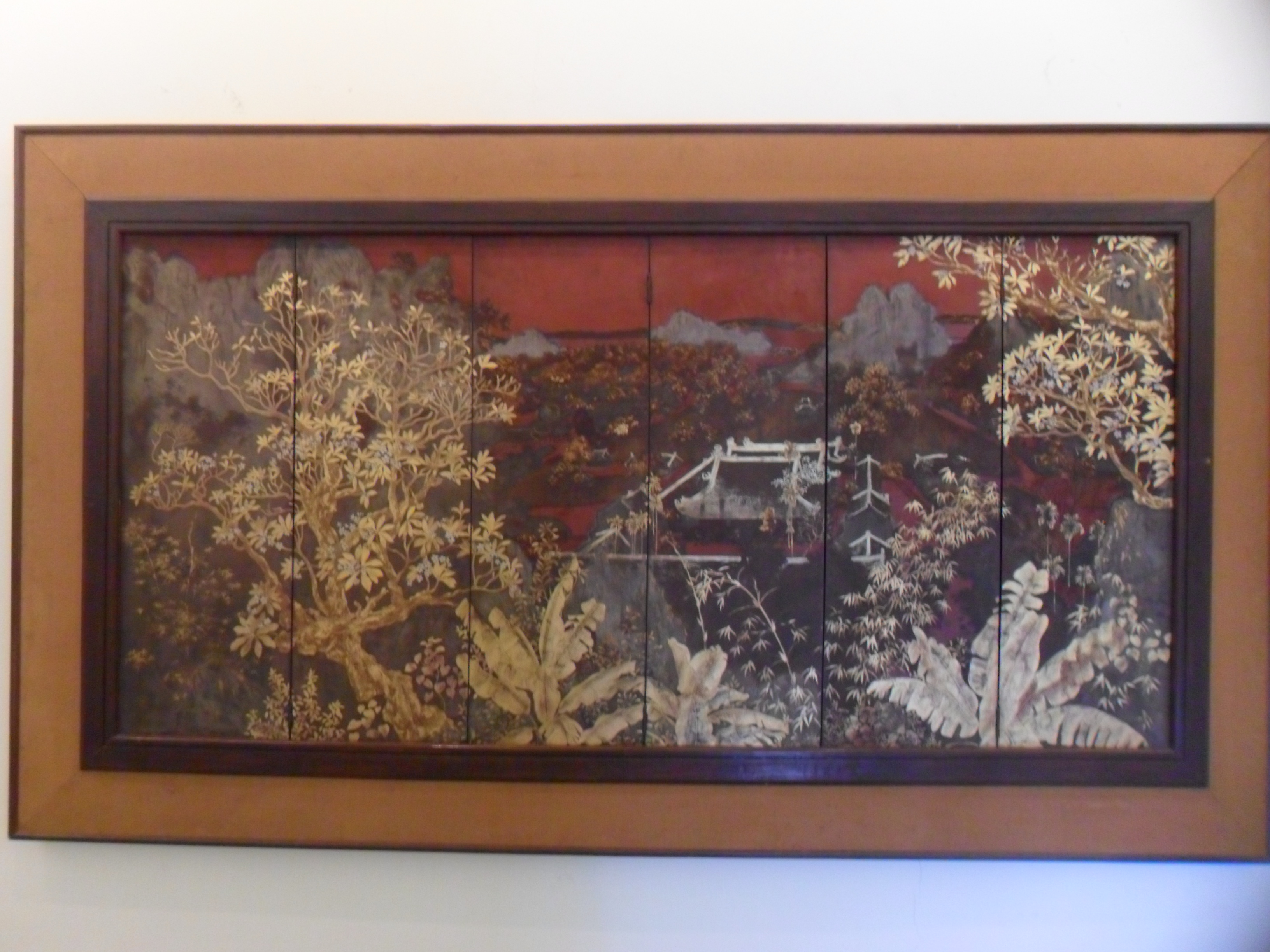
Phong cảnh chùa Thầy của Hoàng Tích Chù

Sơn mài là một phát minh quan trọng trong công nghệ hóa học và nghệ thuật thủ công ở Trung Quốc cổ đại. Nó có nguồn gốc từ thời đại đồ đá mới, thường được sơn màu đỏ son và trang trí bằng màu đen, hoặc sơn màu đen và trang trí bằng màu đỏ son, tạo thành một thế giới đầy màu sắc lộng lẫy trên bề mặt đồ dùng với hoa văn đẹp mắt. Phương pháp này được coi là một trong các chất liệu hội họa ở Châu Á. Đây là sự tìm tòi và phát triển kỹ thuật của nghề sơn (nghề sơn ta) thủ công truyền thống của Việt Nam thành kỹ thuật sơn mài. Tuy nhiên, từ dùng để gọi sơn mài (tiếng Anh: lacquer) thường được hiểu sang các đồ dùng sơn mỹ nghệ của Nhật Bản, Hàn Quốc. Kỹ thuật mài là điểm khác biệt lớn giữa đồ thủ công sơn mỹ nghệ và tranh sơn mài Việt Nam.
Đồ sơn mài châu Á, có thể được gọi là "sơn mài thật", là những đồ vật được phủ bằng nhựa cây Toxicodendron vernicifluum đã qua xử lý, nhuộm và sấy khô hoặc các loại cây có liên quan, được phủ nhiều lớp lên đế thường là gỗ. Điều này làm khô thành một lớp bề mặt rất cứng và mịn, bền, không thấm nước và hấp dẫn về cảm giác và vẻ ngoài. Sơn mài châu Á đôi khi được vẽ bằng tranh, khảm vỏ sò và các vật liệu khác, hoặc chạm khắc , cũng như phủ vàng và thực hiện các phương pháp trang trí khác.
Trong các kỹ thuật hiện đại, sơn mài có nghĩa là một loạt các lớp phủ trong suốt hoặc có sắc tố khô bằng cách bay hơi dung môi để tạo ra lớp hoàn thiện cứng và bền. Lớp hoàn thiện có thể ở bất kỳ mức độ bóng nào từ siêu mờ đến bóng cao và có thể được đánh bóng thêm theo yêu cầu. Lớp hoàn thiện sơn mài thường cứng hơn và giòn hơn sơn gốc dầu hoặc latex và thường được sử dụng trên các bề mặt cứng và nhẵn. 
Về các sản phẩm hoàn thiện hiện đại, các sản phẩm hoàn thiện dựa trên sơn cánh kiến hòa tan trong rượu thường được gọi là sơn cánh kiến hoặc nhựa cánh kiến để phân biệt với sơn mài tổng hợp, thường được gọi đơn giản là sơn mài, bao gồm các polyme tổng hợp (chẳng hạn như nitrocellulose , cellulose axetat butyrate ("CAB") , hoặc nhựa acrylic) được hòa tan trong chất pha loãng sơn mài , một hỗn hợp các dung môi hữu cơ khác nhau. Mặc dù sơn mài tổng hợp bền hơn shellac, nhưng lớp hoàn thiện shellac truyền thống vẫn thường được ưa chuộng hơn vì các đặc tính thẩm mỹ của chúng, cũng như chất đánh bóng kiểu Pháp , cũng như các thành phần "hoàn toàn tự nhiên" và nói chung là an toàn.

## Lịch sử

### Trung Quốc
Cách đây khoảng bảy ngàn năm, tổ tiên người Trung Quốc đã biết làm đồ sơn mài. Theo bằng chứng, vào năm 1978, người ta đã phát hiện ra những chiếc bát gỗ sơn mài đỏ và ống sơn mài đỏ tại Khu văn hóa Hà Mỗ Độ ở Dư Diêu, tỉnh Chiết Giang, sau khi dùng phương pháp hóa học và phân tích quang phổ , sơn là sơn mài tự nhiên.
Sau thời nhà Hạ, đồ sơn mài ngày càng nhiều chủng loại, đến thời Chiến Quốc, nghề sơn mài chiếm ưu thế, hình thành một thời thịnh vượng chưa từng có kéo dài suốt 5 thế kỷ. Theo ghi chép, Trang Tử từng làm quan nhỏ phụ trách ngành sơn mài khi còn trẻ. Vào thời Chiến Quốc, quy mô sản xuất đồ sơn mài đã rất lớn, được nhà nước liệt vào khoản thu nhập kinh tế quan trọng, giao cho một người đặc biệt quản lý. Quy trình sản xuất đồ sơn mài phức tạp, tốn nhiều công sức và thời gian, đồ sơn mài có nhiều chủng loại, không chỉ dùng để trang trí đồ đạc, đồ dùng, văn phòng phẩm, tác phẩm nghệ thuật mà còn được dùng làm nhạc cụ, đồ tang lễ, vũ khí. và như thế. Vào thời điểm này, đồ sơn mài rất đắt tiền, nhưng các ông hoàng mới nổi không còn mặn mà với đồ đồng nữa mà chuyển sang quan tâm đến đồ sáng, sạch, dễ rửa, nhẹ, cách nhiệt, chống ăn mòn, khảm và đồ sơn mài nhiều màu sắc nên đồ sơn mài đã thay thế đồ đồng ở một mức độ nhất định. Thời kỳ này, đồ sơn mài thường được sơn đỏ son và trang trí đen, hoặc sơn đen trang trí đỏ son, tạo thành một thế giới sặc sỡ lộng lẫy trên bề mặt đồ dùng với những hoa văn đẹp mắt. Hơn 220 món đồ sơn mài đã được khai quật từ ngôi mộ của Tăng Hầu Ất ở Hồ Bắc. Đây là những đồ sơn mài sớm nhất và lộng lẫy nhất trong các lăng mộ vua Sở, có đầy đủ chủng loại, kích thước lớn nhỏ, kiểu dáng đơn giản, những đồ sơn mài tinh xảo này thể hiện nét duyên dáng của văn hóa nước Sở.
Đồ sơn mài thời Hán cũng lấy màu đen và đỏ làm chủ đạo. Triều đại nhà Hán là thời kỳ hoàng kim của đồ sơn mài, và các loại đồ sơn mài đã bổ sung thêm hộp, khay, tráp, khuyên tai, đĩa và bát, rổ, bình hoa, mặt nạ, bàn cờ, ghế đẩu,... Về kỹ thuật, chẳng hạn như sử dụng nhiều thủ pháp khảm như đồng, dán vàng, mai rùa, sơn mài và các kỹ thuật trang trí khác.
Tùy theo từng đồ dùng khác nhau, hoa văn đồ sơn mài được thể hiện bằng những đường nét thô mộc hoặc bố cục phức tạp, làm nổi bật chuyển động và sức mạnh của con người hoặc động vật. Các màu đen và đỏ xen kẽ tạo ra các hiệu ứng đặc biệt tươi sáng và đẹp mắt. Trên màn hình xen kẽ màu đỏ và đen , một phong cách nghệ thuật tráng lệ và đầy màu sắc đầy âm nhạc được hình thành , thể hiện một thế giới thần thoại nơi con người và các vị thần cùng tồn tại. Đó là một thế giới thần thoại kỳ lạ, huyền bí, thay đổi và kỳ diệu.
Đồ sơn mài thời Đường đã đạt đến một trình độ chưa từng có, có những loại sơn mài dày với hoa văn nổi được hình thành bằng cách đúc cọc, đồ bằng vàng và bạc khảm cánh hoa. Tay nghề vượt trội so với thế hệ trước, chạm khắc và đục đẽo rất tinh xảo, kết hợp với tay nghề sơn mài đã trở thành một nghề thủ công tiêu biểu cho phong cách thời Đường, đồ sơn mài màu đỏ cũng xuất hiện vào thời Đường.
Tượng sơn mài là sự kế thừa và phát triển của kỹ thuật thoát thai từ thời Nam Bắc triều. Trước hết, đất sét được sử dụng để làm phôi, và nó được bọc bằng vải gai. Các bức tượng Phật sơn mài và gai khô trong hang Mạc Cao rất tốn kém và tốn thời gian, nhưng chúng rất quý vì số lượng ít. Hiện tại, bức tượng Phật bằng vải gai và sơn mài khô Đôn Hoàng hoàn chỉnh nhất đã được lưu truyền tại Bảo tàng Anh ở Hoa Kỳ.
Trong số những di tích Phật giáo được khai quật ở Khotan , có những bức tượng bằng gốm, một vài bức tượng bằng gỗ và những tác phẩm tương tự như tượng sơn mài. Trong số các tác phẩm điêu khắc và tượng gốm bằng đất sét, ngoài các tượng Phật và Bồ tát ít nhiều mang phong cách Gandhara, còn có nhiều tượng thiên vương, chiến binh và các hình ảnh hộ pháp khác nhau, và hầu hết đều làm bằng đất sét. chất liệu địa phương do các nhà điêu khắc thực hiện.
Triều đại nhà Tống từng được coi là thời đại của đồ sơn mài một màu, nhưng nhiều đồ sơn mài thời Tống được trang trí lộng lẫy đã được khai quật, điều này đã sửa chữa cách hiểu trước đó. Trụ xá lợi bằng ngọc trai được tìm thấy trong chùa của chùa Thụy Quang ở Tô Châu, toan nghê và hoa văn Bảo Tương trên đế, đã được những người ủng hộ phá dỡ bằng sơn mài dày. 
Trong số các đồ sơn mài của triều đại nhà Nguyên, sơn mài chạm khắc là thành công nhất, nó được đặc trưng bởi một đống sơn mài dày, hoa văn phong phú và tròn trịa được chạm khắc bằng kỹ thuật điêu khắc sơn mài của Tây Tạng. Bề ngoài lớn, đơn giản và hài hòa, nhưng các chi tiết lại vô cùng tinh xảo, có một nét duyên dáng đặc biệt trong kết cấu, chẳng hạn như tấm màu đỏ có hoa văn cột buồm do Trương Thành làm trong Bảo tàng Cung điện, tấm màu đỏ với cảnh thác nước của Dương Mậu, và chiếc đĩa đen do Trương Thành làm ở Bảo tàng tỉnh An Huy,...
Cả hai triều đại nhà Minh và nhà Thanh đều thành lập Bắc Kinh làm thủ đô của họ, văn hóa và nghệ thuật của nó được kế thừa từ các triều đại nhà Tống và nhà Nguyên và tiếp tục phát triển và cải thiện. Đồng thời, phong tục sống và đặc điểm văn hóa của các dân tộc thiểu số như Mông Cổ, Tây Tạng, Duy Ngô Nhĩ và Mãn Châu đã gây ảnh hưởng nhất định đến văn hóa truyền thống của dân tộc Hán và làm phong phú thêm truyền thống văn hóa của dân tộc Trung Hoa .
Ngoại thương của các triều đại nhà Minh và nhà Thanh tương đối phát triển, trong khi xuất khẩu, một số hàng thủ công của Ả Rập và châu Âu cũng được nhập khẩu, bắt chước, hấp thụ và tiêu hóa, và truyền dòng máu mới cho sự phát triển của nghệ thuật và thủ công của các triều đại nhà Minh và nhà Thanh.
Thủ công mỹ nghệ thời kỳ này đã trải qua 549 năm phát triển và thay đổi, tạo thành một phong cách và diện mạo độc đáo của thời đại. Trong giai đoạn này, quá trình sơn mài được kết hợp với kiến trúc, đồ nội thất và trang trí nội thất, và chuyển từ thực tiễn sang lĩnh vực trang trí nội thất. Nó đã bước vào một kỷ nguyên mới của các kỹ thuật nhiều màu, nhiều trang trí, khảm, đan xen và các kỹ thuật khác như những nghề thủ công cơ bản.

### Nhật Bản
Ở Nhật Bản, sơn mài (nhựa cây thô) ban đầu có chức năng như một loại sơn bóng. Maki-e, sự kết hợp của sơn mài với các yếu tố trang trí đặc trưng của nghệ thuật Nhật Bản, xuất hiện muộn hơn nhiều và niên đại của nó là không chắc chắn.
Các nghệ sĩ Nhật Bản đã tạo ra phong cách riêng và hoàn thiện nghệ thuật trang trí đồ sơn mài trong thế kỷ thứ 8. Kỹ năng sơn mài của Nhật Bản đạt đến đỉnh cao vào đầu thế kỷ thứ mười hai, vào cuối thời kỳ Heian (794-1185). Kỹ năng này được truyền từ cha sang con trai và từ chủ nhân cho người học việc.
Một số tỉnh của Nhật Bản nổi tiếng về  nghệ thuật sơn mài: ví dụ như tỉnh Edo (sau này là Tokyo), đã sản xuất những tác phẩm sơn mài đẹp nhất từ thế kỷ XVII đến thế kỷ XVIII. Các lãnh chúa và tướng quân thuê thợ sơn mài sản xuất các đồ dùng nghi lễ , trang trí cho nhà cửa và cung điện của họ. 
Các đồ sơn mài của Nhật Bản xuất khẩu và được các quý tộc Châu Âu yêu thích, đặc biệt là ở Pháp, nơi thuật ngữ tiếng Pháp japonner (“đến Nhật Bản”) có nghĩa là sơn mài hoặc vecni. Hầu hết các sản phẩm được nhập khẩu từ Nhật Bản và Trung Quốc qua Ấn Độ đã được điều chỉnh cho phù hợp với phong tục và thị hiếu của phương Tây.
Tác phẩm sơn mài Nhật Bản là một trong những mặt hàng phổ biến nhất được xuất khẩu sang Châu Âu bởi các thương nhân Bồ Đào Nha từ thế kỷ XVI.
Hai thế kỷ sau, Maria Antonia của Áo, Vương hậu Pháp đã xây dựng một bộ sưu tập đồ sơn mài đáng giá và vào năm 1781. Trong tủ mạ vàng của bà ở Versailles, có một "lồng sơn mài" do người thợ làm tủ Jean-Henri Riesener làm ra để cất giữ những món đồ sơn mài Nhật Bản quý giá.
Mặc dù thị trường đồ sơn mài chưa bao giờ suy tàn ở Nhật Bản, nhưng sự suy giảm trong xuất khẩu bắt đầu từ cuối thế kỷ XVIII và trong suốt thế kỷ XIX ở châu Âu. Các Hội chợ Thế giới năm 1889, 1900 và thời kỳ Tân nghệ thuật đã làm sống lại thị hiếu và nhu cầu đối với các đồ vật sơn mài, có hoa văn tinh tế hài hòa hoàn hảo với phong cách cây cối đang thịnh hành lúc bấy giờ.  
Vecni sử dụng trong sơn mài Nhật Bản được chiết xuất từ nhựa của cây urushi, còn được gọi là cây sơn ta Nhật Bản (Rhus vernacifera), chủ yếu mọc ở Nhật Bản và Trung Quốc, cũng như Đông Nam Á.. Nhựa cây phải được khai thác cẩn thận, vì ở dạng thô, chất lỏng rất độc khi chạm vào, và ngay cả việc hít thở phải khói cũng có thể nguy hiểm. Nhưng mọi người ở Nhật Bản đã làm việc với vật liệu này trong nhiều thiên niên kỷ, vì vậy họ đã hoàn thiện được về mặt kỹ thuật.
Chảy ra từ các vết rạch trên vỏ cây, nhựa cây, sơn mài thô là chất nhựa màu trắng xám sền sệt. Việc thu hoạch nhựa chỉ có thể được thực hiện với số lượng rất nhỏ từ ba đến năm năm sau khi thu hoạch, nhựa được xử lý để làm sơn mài có kết cấu mật ong cực kỳ bền. Sau khi lọc, đồng nhất và khử nước, nhựa cây trở nên trong suốt và có thể được nhuộm màu đen, đỏ, vàng, xanh lá cây hoặc nâu.
Sau khi được sơn lên một vật thể, sơn mài khô trong điều kiện rất chính xác: nhiệt độ từ 25 đến 30°C và độ ẩm từ 75-80%. Quá trình thu hoạch và chế biến kỹ thuật cao của nó khiến urushi trở thành một nguyên liệu thô đắt tiền được áp dụng trong các lớp kế tiếp đặc biệt tốt, trên các đồ vật như bát hoặc hộp. Một số tác phẩm nghệ thuật sơn mài trang trí đẹp hơn được tạo ra nhờ quá trình maki-e (蒔 絵). Kỹ thuật hàng nghìn năm tuổi này bao gồm rắc sơn mài với các hạt vàng và bạc mịn, khảm xà cừ (raden) hoặc thiếc và phun các mảnh vàng, bạc hoặc đồng lên lớp sơn mài vẫn còn ướt. Các chi tiết được đặt đúng vị trí với các lớp sơn mài trong suốt được đánh bóng.
Bụi vàng được phủ lên bằng cách sử dụng ống tre và cọ vẽ nhỏ làm từ lông chuột để vạch ra những đường cực kỳ tinh xảo. Nghệ thuật 1500 năm tuổi này đòi hỏi sự chuyên môn cao và chỉ một số bậc thầy urushi vẫn còn thực hiện nó cho đến ngày nay.

### Triều Tiên

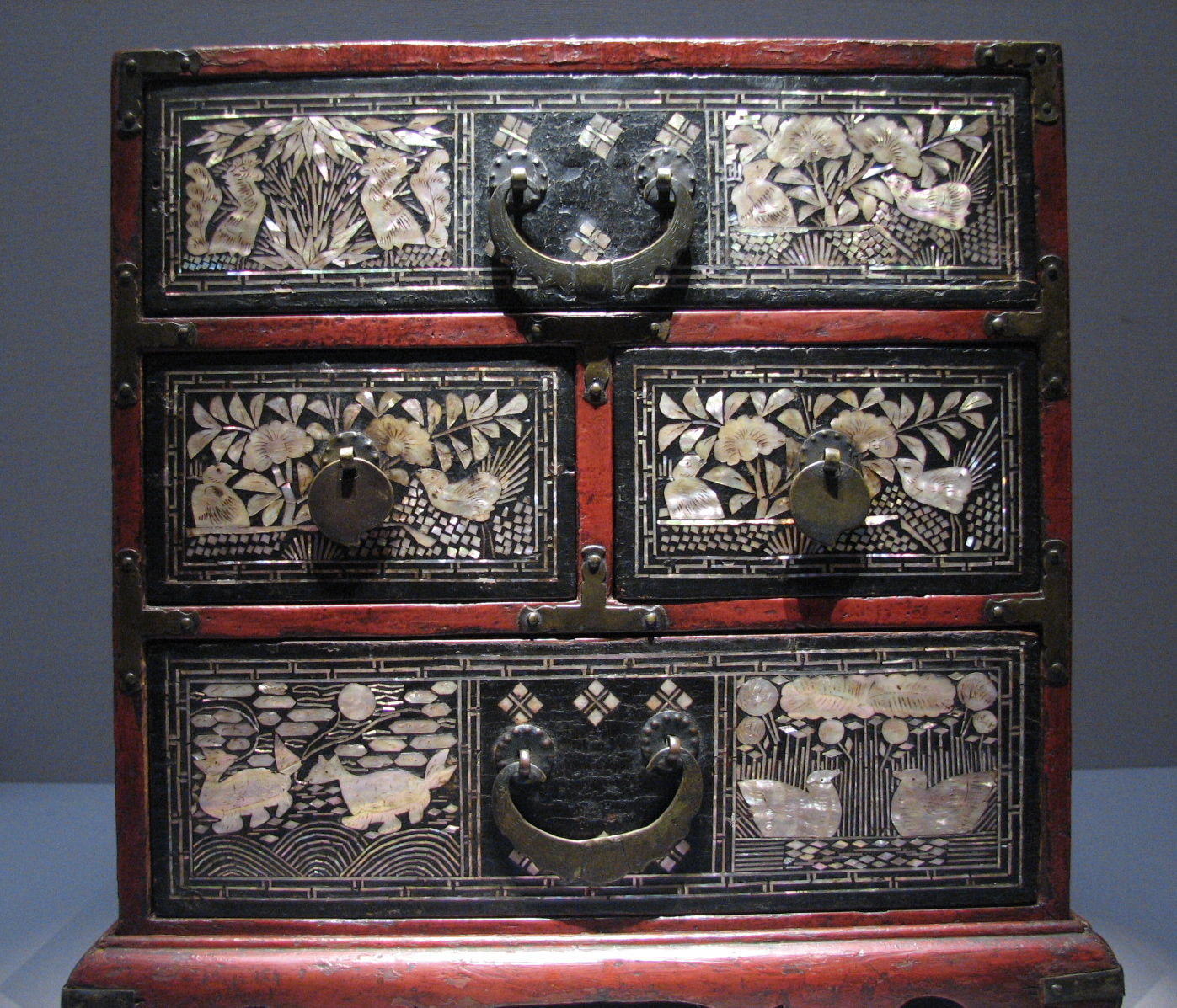
Rương khảm xà cừ thời Joseon

Vết tích của đồ sơn mài ở Bán đảo Triều Tiên đã được tìm thấy từ khoảng thế kỷ thứ 3 trước Công nguyên, và nhiều loại đồ sơn mài khác nhau đã được tìm thấy trong các ngôi mộ cổ trong Thời kỳ Tam Quốc. Ở Tân La, có một văn phòng chính phủ được gọi là Chiljeon (漆典), và trong triều đại Cao Ly, Chiljang được giao cho Jungsangseo (中尙署) và Gungigam (văn phòng quân sự), và trong triều đại Joseon, Gyeonggongjang (京工匠) và Gongjang (xưởng bên ngoài) đã được chỉ định) quản lý. Sơn mài đã được sử dụng rộng rãi không chỉ cho những chiếc bát trang trí bằng xà cừ mà còn cho những đồ dùng bằng gỗ như chao đèn, soban, đồ tre, niêu đất và các dụng cụ gia dụng khác.
Trong thời kỳ thuộc địa của Nhật Bản, các kỹ thuật thủ công truyền thống trên Bán đảo Triều Tiên có nguy cơ bị cắt đứt do làn sóng thủ công kiểu Nhật Bản tràn vào, và sau khi giành được độc lập, đồ sơn mài truyền thống của Hàn Quốc tiếp tục suy thoái với sự ra đời của một loại sơn mài thay thế rẻ tiền gọi là sơn then. Trong hoàn cảnh khó khăn (may mắn thay) Shin Jung-hyeon (申重鉉), một nghệ nhân lành nghề, đã kế thừa truyền thống làm đồ sơn mài do anh rể Hong Sun-tae (洪舜泰) truyền lại. Khi Hong Sun-Taeong 11 tuổi, ông bắt đầu học với Lee Won-gu tại Xưởng nghệ thuật Lee Wang-ga, sau đó từ năm 1928 đến năm 1937 với Jo Ki-jun và từ năm 1938 với Binggyeon (người Nhật).

## Nguyên liệu
Tranh sơn mài sử dụng các vật liệu màu truyền thống của nghề sơn như sơn then, sơn cánh gián làm chất kết dính, cùng các loại son, bạc thếp, vàng thếp, vỏ trai, v.v. vẽ trên nền vóc màu đen. Đầu thập niên 1930, những họa sĩ Việt Nam đầu tiên học tại trường Mỹ thuật Đông Dương đã tìm tòi phát hiện thêm các vật liệu màu khác như vỏ trứng, ốc, cật tre, v.v. và đặc biệt đưa kỹ thuật mài vào tạo nên kỹ thuật sơn mài độc đáo để sáng tác những bức tranh sơn mài thực sự. Thuật ngữ sơn mài và tranh sơn mài cũng xuất hiện từ đó. Tranh có thể được vẽ rồi mài nhiều lần tới khi đạt hiệu quả mà họa sĩ mong muốn. Sau cùng là đánh bóng tranh.
Người ta thường lưu ý rằng sơn mài có những điểm "ngược đời": muốn lớp sơn vừa vẽ khô, tranh phải ủ trong tủ ủ kín gió và có độ ẩm cao. Muốn nhìn thấy tranh lại phải mài mòn đi mới thấy hình.
Hầu hết họa sĩ đồng ý rằng: kỹ thuật vẽ sơn mài khó và có tính ngẫu nhiên nên nhiều khi các họa sĩ dày dặn kinh nghiệm cũng bất ngờ trước một hiệu quả đạt được sau khi mài tranh.

## Các nguyên liệu sử dụng trang trí
Một sản phẩm sơn mài sử dụng khá nhiều nguyên liệu: đó là sơn, màu và các nguyên liệu khác. Có thể kể ra đây một vài nguyên liệu phổ biến như:
- Sơn: khai thác từ cây sơn ta, ngoài ra còn dùng dầu trẩu, dầu trám, nhựa thông và nhựa dó...
- Màu: sơn mài cổ truyền dùng 2 màu cơ bản là cánh gián đen và đỏ, loại màu chế từ khoáng chất vô cơ (ví dụ: son) nên không bị phân huỷ trước ánh sáng và thời gian.
- Các sản phẩm từ bạc như bạc thếp, bạc dán, bạc xay, bạc dầm...
- Các sản phẩm từ vàng như vàng thếp...
- Các vật liệu khác: vỏ trứng, vỏ trai, vỏ ốc, bột điệp...
- Ngày nay, người ta đã chế tạo thành công các loại sơn công nghiệp có thể thay thế các loại sơn mài cổ truyền do có nhiều ưu điểm, nhất là dễ dàng trong sản xuất tranh và màu sắc thì vô cùng phong phú.

## Các công đoạn chính của công nghệ sơn mài
Có thể nói công nghệ sơn mài chỉ có nguyên lý chung nhưng khác biệt trong kinh nghiệm, kỹ thuật của từng cá nhân, từng gia đình cũng như nó được biến đổi kỹ thuật làm tranh khác với làm tượng, lại khác với trang trí đồ vật, sơn phủ hoàng kim... Có thể chia làm một số công đoạn chính sau: bó hom vóc, trang trí, mài và đánh bóng.

### Bó hom vóc
Việc hom bó cốt gỗ (đồ vật cần sơn) ngày xưa thường được người làm sử dụng giấy bản, loại giấy chế từ gỗ dó nên rất dai, có độ bền vững hơn vải. Cách bó hom vóc được tiến hành như sau: dùng đất phù sa (ngày nay người thợ có thể dùng bột đá) trộn sơn ta giã nhuyễn cùng giấy bản rồi hom, chít các vết rạn nứt của tấm gỗ. Mỗi lớp sơn lại lót một lớp giấy (hoặc vải màn) sau đó còn phải đục mộng mang cá để cài và gắn sơn cho các nẹp gỗ ngang ở sau tấm vóc (ván gỗ) để chống vết rạn xé dọc tấm vải. Sau đó để gỗ khô kiệt mới hom sơn kín cả mặt trước, mặt sau. Công đoạn này nhằm bảo vệ tấm vóc không thể thấm nước, không bị mối mọt, không phụ thuộc môi trường làm gỗ co ngót. Xử lý tấm vóc càng kỹ, càng kéo dài tuổi thọ cho đồ vật cần sơn, mỗi tác phẩm sơn mài có tuổi thọ 400-500 năm.

### Trang trí
Khi có được tấm vóc nói trên (hoặc các mô hình chạm khác bình hoa, các bộ đồ khác), người chế các món đồ phải làm các công đoạn gắn, dán các chất liệu tạo màu cho tác phẩm trước tiên như: vỏ trứng, mảnh xà cừ, vàng, bạc...sau đó phủ sơn rồi lại mài phẳng, tiếp đến dùng màu.
Với kỹ thuật sơn phủ tượng và đồ nội thất như: hương án, hoành phi, câu đối... người thợ phải làm trong phòng kín và quây màn xung quanh để tránh gió thổi các nguyên liệu: quỳ vàng, quỳ bạc, tránh bụi bám vào nước sơn còn ướt.

### Mài và đánh bóng
Vì dầu bóng đã pha màu để vẽ nên độ bóng chìm trong cốt màu tạo thành độ sâu thẳm của tranh, do đó sau mỗi lần vẽ phải mài. Người xưa sử dụng lá chuối khô làm giấy nháp. Đến nay, nguyên tắc đánh bóng tranh lần cuối chưa có gì thay thế phương pháp thủ công vì loại tranh này không được phép phủ dầu bóng. Đó chính là điểm độc đáo của tranh sơn mài. Sự thành công của một bức tranh sơn mài phụ thuộc rất lớn vào công đoạn sau cùng. Có một số thứ để mài và đánh bóng như: than củi xoan nghiền nhỏ, tóc rối, đá gan gà v.v..

## Làng nghề sơn mài
Việc làm sơn mài luôn phụ thuộc thời tiết - nó rất thích hợp mùa xuân và những ngày mưa đầu hạ. Điều đó làm ta thấy sự phân bố làm nghề sơn mài không những chia theo khu vực sản phẩm mà còn có yếu tố liên kết phục vụ lẫn nhau.
Làng nghề sơn mài Hạ Thái, Làng nghề sơn mài Đình Bảng (Từ Sơn - Bắc Ninh) thường lấy quỳ vàng, quỳ bạc của làng Kiêu Kị (Gia Lâm), lấy giấy dó của làng Đông Cao, lấy vải màn của làng Đình Cả, lấy vóc hoặc sản phẩm chạm khắc của làng Phù Khê, lấy nguồn sơn thô của Phú Thọ, Yên Bái và lấy nguồn dầu trẩu, dầu trám của Lạng Sơn, Cao Bằng...
Làng nghề sơn mài Tương Bình Hiệp từ nhiều thế kỷ nay nổi tiếng khắp cả nước, là chiếc nôi của ngành sơn mài mỹ thuật địa phương, nay là phường Tương Bình Hiệp, thành phố Thủ Dầu Một, tỉnh Bình Dương, cách trung tâm thành phố 7km về phía bắc.
Hà Nội ngày nay vẫn là đầu mối tập trung nguyên liệu và các bậc chế tác nghệ thuật sơn mài nổi tiếng. Đa phần họ có gốc thành viên của các làng nghề truyền thống nhập cư Hà Nội và tạo nên 36 phố phường ngày trước.

## Sơn mài thời hiện đại
Hiện nay, tranh sơn mài sử dụng nguyên liệu là sơn Nhật được dùng khá phổ biến. Do sơn ta có hạn chế là dễ gây tác động phụ cho người sử dụng (bị "sơn ăn"), ngoài ra, khi dùng sơn ta, tranh lại phụ thuộc vào thời tiết khá nhiều. Khi thời tiết có độ ẩm cao thì sơn càng nhanh khô, nếu thời tiết khô ráo (độ ẩm thấp) thì sơn rất lâu khô. Do vậy, sơn ta ít khi được dùng tại các nước có khí hậu khô ráo. Trong khi đó, sơn Nhật lại nhanh khô và làm cho việc ai đó muốn vẽ tranh ở nước ôn đới cũng có thể thực hiện được. Nhưng khi sử dụng sơn Nhật, để tranh được bóng, bây giờ người ta thường dùng một lớp sơn trong (sơn cánh gián) phủ ra bên ngoài tranh, còn nếu tranh sơn mài dùng sơn ta, chỉ cần lấy nắm tóc rối xoa lên tranh, hoặc dùng bàn tay có độ ẩm (có ít mồ hôi) xoa lên tranh, tranh sẽ rất bóng. Tuy nhiên, tranh sơn màu dùng sơn ta vẫn được ưa chuộng hơn vì sự công phu trong quá trình làm tranh và khi nhìn, nó tạo độ sâu cho bức tranh hơn. 
Sơn mài ngày nay không chỉ còn ứng dụng sản xuất tranh sơn mài, hoành phi hay câu đối... nó còn được phát triển để sản xuất các mặt hàng nội thất cao cấp như bàn ghế, giường tủ... Gốm sơn mài hiện là mặt hàng được ưa chuộng tại nhiều nước.
| “             | "Danh từ sơn mài (laque) là một danh từ mới đặt sau này để chỉ một kỹ thuật trước kia gọi là Sơn Ta nhưng đã biến hoá hẳn do nghệ thuật mài sơn. Kỹ thuật Sơn Ta cũng tương tự như sơn Tàu, có từ đời nhà Hán. Sử dụng cùng với Sơn Ta một nguyên liệu là sơn sống. Chất sơn sống này, ở nước ta, miền Phú Thọ sản xuất rất nhiều và vẫn bán sang Tàu cùng Nhật. Từ năm 1931 trở về trước, công dụng Sơn Ta cũng như Sơn Tàu ở Tàu và Sơn Nhật ở Nhật là phủ lên đồ vật làm nó tôn vẻ lộng lẫy, lên những vật dùng thường như cái khay, cái tráp, đôi guốc, đồ thờ như hương án dài, bát đĩa, đồ trang trí như câu đối, hoành phi, bình phong... màu sắc đại để có: đỏ son, đen, nâu, cánh gián, vàng, bạc theo cổ truyền. Nói rõ ra, Sơn Ta chỉ có công dụng trang trí, địa vị là ở trong trang trí. Mặc dầu ở Nhật, nghệ thuật sơn có tế nhị hơn cả, nhưng chưa một nước nào nghĩ đến tìm tòi, sử dụng nguyên liệu sơn một cách khác cổ truyền, phiêu lưu trong nghệ thuật sơn để tìm một con đường nào tăng phẩm giá mỹ thuật sơn bằng cách phát minh thêm khả năng của nó. Song, từ 1931 trở đi, nhờ sự tìm tòi thiết tha của một số họa sĩ có tài bỏ sơn dầu để chuyển hẳn về sơn mài, Sơn Ta đã vượt được ra ngoài nơi cầm hãm, ngang nhiên trên đường bao la của hội họa, cứ phương trời xa lạ mà tiến. Từ cái tráp, chiếc guốc, nó vượt lên bức họa lồng khung quý giá, từ một phương tiện phụ thuộc làm tôn vẽ đồ vật, nó trở nên một phương tiện độc đáo diễn đạt nổi tâm hồn người nghệ sĩ, một phương tiện lấn át cả sơn dầu. Quên dĩ vãng Sơn Ta đổi tên nhũn nhặn là Sơn Mài. | ” |
| — Tô Ngọc Vân | |   |

## Các họa sĩ nổi tiếng với tranh sơn mài
Trước thập niên 1930, người ta chỉ dùng sơn ta trong trang trí đồ thờ cúng, làm hàng mỹ nghệ. Vào thời gian này, một số họa sĩ Việt Nam đầu tiên đang học như Trần Đình Thọ, Nguyễn Gia Trí, Phạm Hậu, Nguyễn Khang, Trần Văn Cẩn và nghệ nhân Đinh Văn Thành, hai anh em Doãn Chí Công và Doãn Chí Trung đã mạnh dạn thử nghiệm đưa kỹ thuật sơn ta vào làm tranh nghệ thuật.

## Những bức tranh sơn mài nổi tiếng
- Dọc mùng (1939) của Nguyễn Gia Trí (tác phẩm tiêu biểu cho tranh sơn mài đầu thế kỷ 20)
- Nam Bắc một nhà (1961) của Nguyễn Văn Tỵ (tác phẩm tiêu biểu cho tranh sơn mài sau Cách mạng)